# الکساندر ایدیر
الکساندر ایدیر (فرانسوی: Alexandre Iddir‎؛ زادهٔ ۲۱ فوریهٔ ۱۹۹۱) جودوکار اهل فرانسه است.